# Dubnička (okres Bánovce nad Bebravou)
Dubnička je obec na Slovensku v okrese Bánovce nad Bebravou.
Leží v nadmořské výšce 255 metrů. Žije zde 124 obyvatel.
První písemná zmínka o obci je z roku 1389.